# Alcyonium fungiforme
Alcyonium fungiforme is een zachte koraalsoort uit de familie Alcyoniidae. De koraalsoort komt uit het geslacht Alcyonium. Alcyonium fungiforme werd in 1954 voor het eerst wetenschappelijk beschreven door Tixier Durivault. 